# Arthur Head
Arthur Head är en udde i Australien. Den ligger i delstaten Western Australia, omkring 16 kilometer sydväst om delstatshuvudstaden Perth.
Runt Arthur Head är det tätbefolkat, med 383 invånare per kvadratkilometer.. Närmaste större samhälle är Perth, omkring 16 kilometer nordost om Arthur Head. 
Genomsnittlig årsnederbörd är 1 018 millimeter. Den regnigaste månaden är maj, med i genomsnitt 176 mm nederbörd, och den torraste är februari, med 9 mm nederbörd.